# Luzair
Luzair (offiziell Luzair - Transportes Aéreos, S.A.) war eine auf dem Flughafen Lissabon beheimatete portugiesische Fluggesellschaft, die ihren Betrieb im Januar 2011 eingestellt hat.

## Geschichte

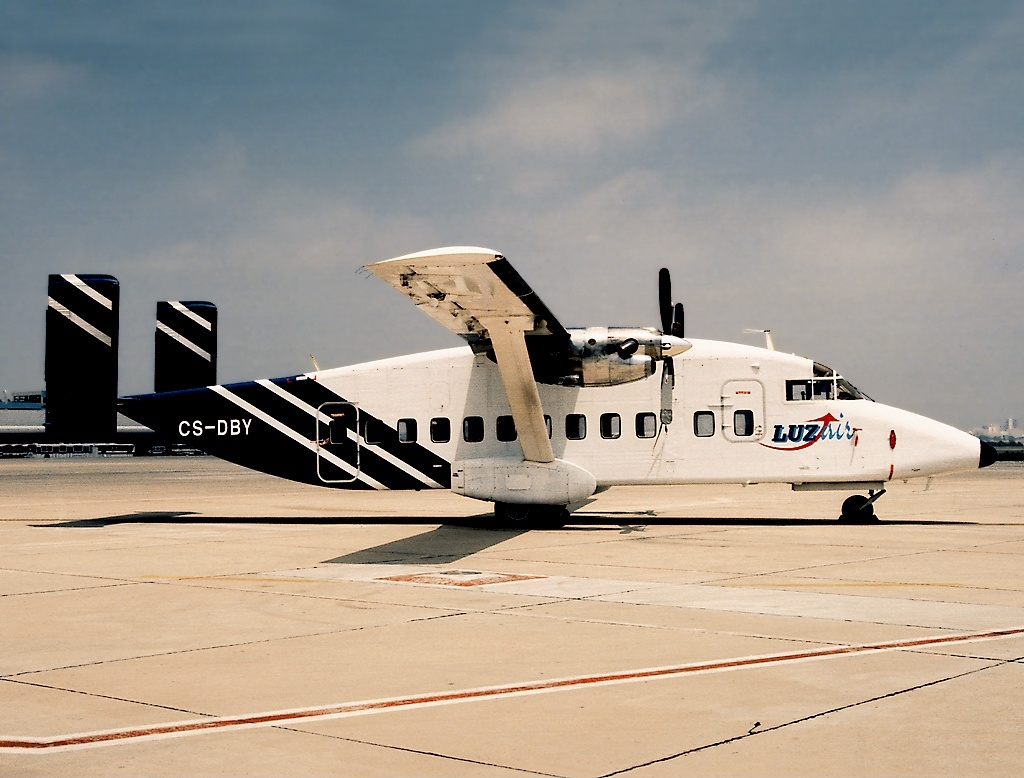
Die von Air Luxor gemietete Short 330 der Luzair

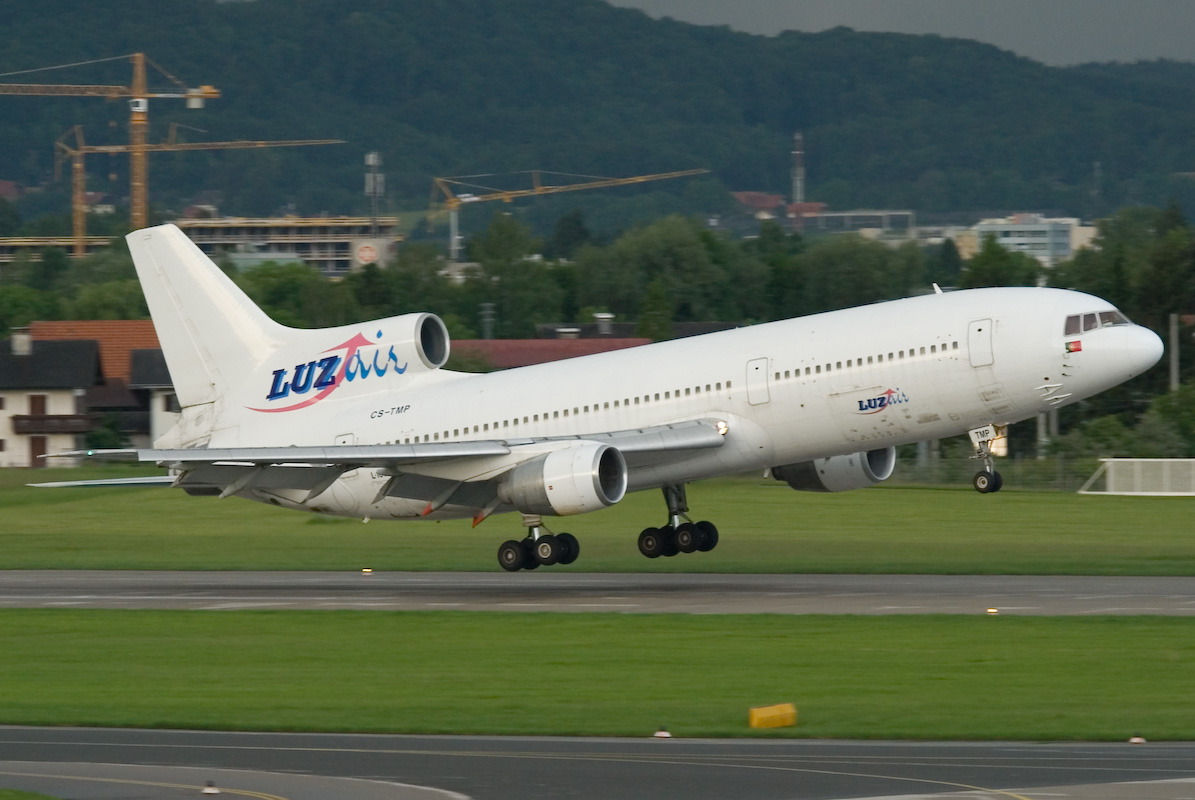
Eine Lockheed L-1011 TriStar von Luzair, 2007

Luzair wurde Anfang 1997 in Lissabon gegründet und war ursprünglich als virtuelle Fluggesellschaft tätig. Weil die Gesellschaft kein Air Operator Certificate besaß, beauftragte sie Air Luxor mit der Durchführung ihrer Charterflüge, welche hierzu ab April 1997 eine Short 330 im Wetlease für das Unternehmen betrieb. Im Jahr 2000 beendete Luzair die Flüge unter eigenem Markenauftritt. Das Unternehmen konzentrierte sich in der Folgezeit auf die Vermittlung von Beförderungs- sowie von ACMI-Aufträgen an Fluggesellschaften und übernahm dabei die Funktion eines Maklers.
Ab Januar 2004 führte Luzair mit zwei von Air Luxor geleasten Lockheed L-1011-385 Tristar 500 erneut Charterflüge unter eigenem Namen durch. Die portugiesische Luftfahrtbehörde erteilte dem Unternehmen am 15. April 2004 ein Air Operator Certificate, wodurch es offiziell zu einer Fluggesellschaft wurde. Luzair setzte die zwei Lockheed Tristar im eigenen Markenauftritt auf Charterflügen sowie im Wetlease für andere Fluggesellschaften ein, wobei eine Maschine aufgrund eines Fahrwerkschadens für drei Jahre in Amsterdam abgestellt war und erst im Juli 2007 wieder in Betrieb genommen werden konnte. Bei Bedarf mietete die Gesellschaft zusätzliche Flugzeuge von Air Luxor, EuroAtlantic Airways, Hi Fly und White kurzfristig an. Als Ersatz für die zwei Tristar stellte Luzair im September 2009 eine langfristig von GECAS gemietete Boeing 767-300ER in Dienst, welche sie im ACMI-Leasing unter anderem für SriLankan Airlines und Conviasa betrieb.
Die Gesellschaft stellte ihren Flugbetrieb im Januar 2011 ein. Eine erneute Betriebsaufnahme, die noch im selben Jahr mit zwei Airbus A340-300 aus dem Bestand der Virgin Atlantic Airways erfolgen sollte, konnte nicht realisiert werden.

## Flotte
Im Lauf ihrer Geschichte betrieb Luzair folgende Flugzeugtypen:
- Boeing 767-300ER (betrieben von 2009 bis 2011)
- Lockheed L-1011-385 Tristar 500 (betrieben von 2004 bis 2009)
- Short 330-200 (betrieben von 1997 bis 2000 durch Air Luxor)